# Sven-Erik Gissbol
Sven-Erik Gissbol, eigentlich Sven-Erik Karlsson, (* 5. März 1945) ist ein schwedischer Künstler und Sänger.
Er wurde in Halmstad geboren und begann mit 12 Jahren Trompete zu spielen. Mit 15 spielte er in Halmstad in der Band Leif Steens. 1967 hatte er seinen ersten Song in den schwedischen Top 10, die schwedische Version des Liedes A shadow of your smile. 1968 begann er in der Dansband Cool Candys zu singen. Sie waren damals eine der bekanntesten Bands in Schweden. Mit ihnen hatte er 1969 seine ersten Nr. 1-Hit, das Lied Var enda sommar. Seine erste Goldene Schallplatte erhielt er für das Album Go´bitar1. Es folgten Go´bitar 2-3-4-5-6, die ebenfalls Goldstatus erhielten, sogar Platin war dabei. Er sang bei den Cool Candys bis 1976, dann gründete Sven-Erik Gissbol zwischenzeitlich sein eigenes Orchester, Gissbols.
1981 wechselte er als Sänger zu Curt Haagers. Mit dieser Band hatte er gleich einen erfolgreichen Start mit dem Lied Fageldansen. Es war Nr. 1 in den Top 10 und verkaufte sich über 200.000 Mal, sowohl die Single als auch das Album. Mit Curt Haagers arbeitete er bis 2003 zusammen. Dann zog er sich etwas zurück. Insgesamt waren 37 Lieder mit ihm als Sänger in den Svensktoppen.
| Personendaten    | Personendaten                         |
| ---------------- | ------------------------------------- |
| NAME             | Gissbol, Sven-Erik                    |
| ALTERNATIVNAMEN  | Karlsson, Sven-Erik (wirklicher Name) |
| KURZBESCHREIBUNG | schwedischer Sänger                   |
| GEBURTSDATUM     | 5. März 1945                          |
| GEBURTSORT       | Schweden                              |